# Académie pontificale pour le culte des martyrs

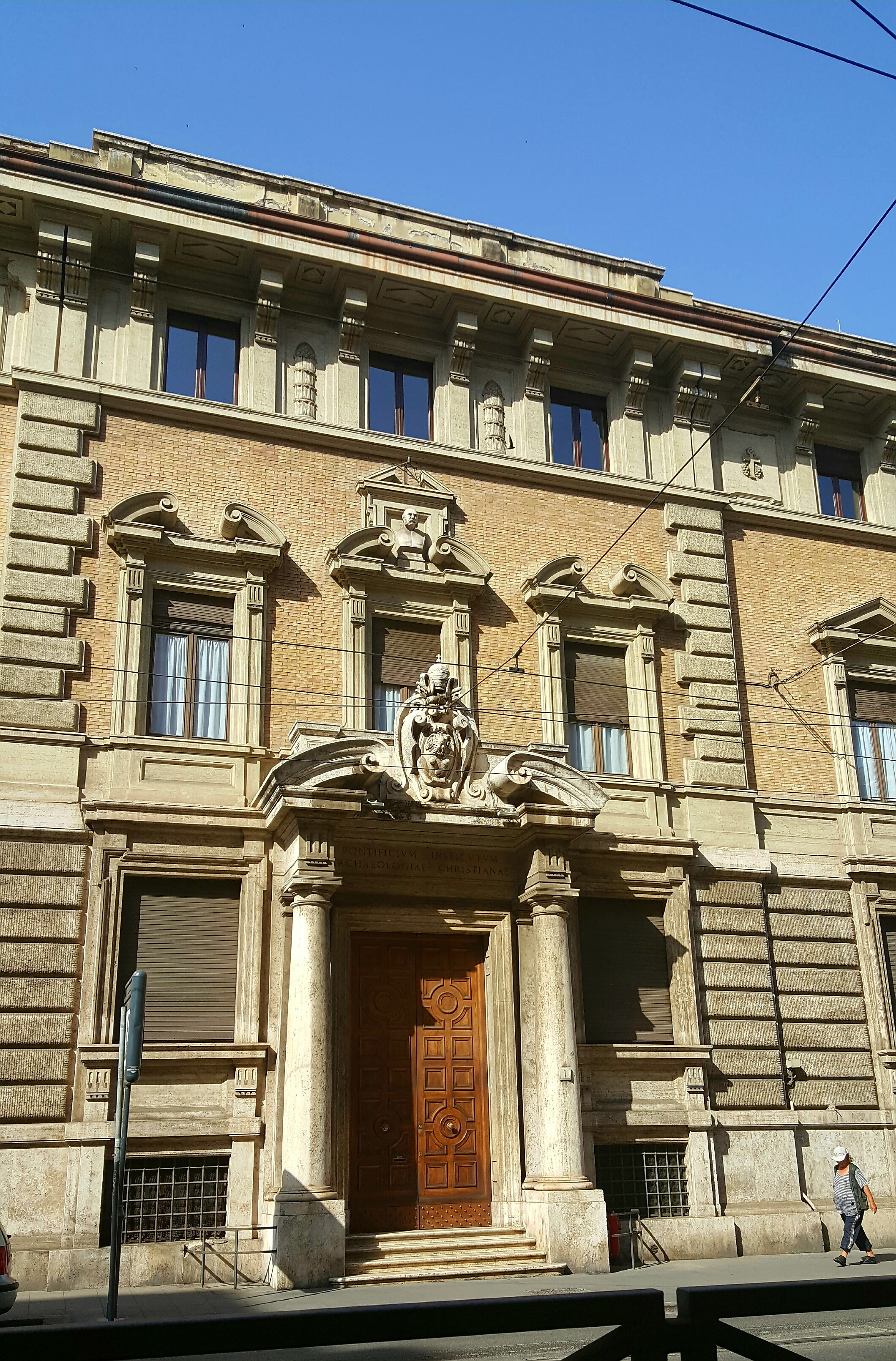
Le siège de l'Institut Pontifical d'Archéologie Chrétienne à Rome, Via Napoleone III, 1, accueille aussi les Assemblées générales de l'Académie.

L' Académie pontificale pour le culte des martyrs (ou Académie pontificale Cultorum martyrum) est l'une des 11 académies pontificales, coordonnées par le Conseil pontifical pour la culture. Son objectif est d'améliorer la connaissance de l'histoire des martyrs, et de promouvoir leur culte.
Le siège de la Schola collegii est à Santa Maria, dans le Camposanto sur la place des Protomartyrs romains, dans la Cité du Vatican. Le siège officiel de l'Académie, comme celui des autres académies pontificales, est au Palazzo San Pio X, à Rome.

## Histoire
L'académie pontificale est fondée le 2 février 1879 , par Orazio Marucchi, Adolfo Hytreck, Henry Stevenson et Mariano Armellini, avec le nom de Collegium Cultorum Martyrum. L'objectif du Collège est la promotion du culte des martyrs, notamment grâce à des célébrations liturgiques, organisées dans les basiliques romains et présidées par un sacerdos, ou à des conférences organisées par le magister du Collegium.
En 1995, avec l'examen et l'approbation des Statuts, le pape Jean-Paul II a élevé le collegium au rang d'académie pontificale en la rangeant parmi les académies sous le patronage du Conseil pontifical pour la culture. L'emblème de l'académie est le monogramme du Christ, portant la devise,"Semen est sanguis christianorum" ("La Semence, c'est le sang des chrétiens"), citation de l'Apologétique de Tertullien.

## Activités

### Assemblées générales
Chaque année, l'académie organise au moins deux assemblées générales, qui se rassemblent à l'Institut pontifical d'archéologie chrétienne et à la Schola Collegii, le siège de l'académie.

### Liturgie stationale
L'académie favorise entre autres le développement de la liturgie des stations pendant le carême. Cette pratique, dont les origines sont très anciennes, a perdu de son importance au cours des siècles avant d'avoir été remis en valeur, en particulier dans les années 1940 par Monseigneur Carlo Respighi, qui a été le magister de l'académie, entre 1931 et 1947. Depuis, le pape prend part à la première station, qui se tient habituellement mercredi des Cendres dans la basilique de sainte-Sabine sur l'Aventin.

### Fête des premiers martyrs romains
Chaque année pour le 30 juin, au lendemain de la Solennité des saints Pierre et Paul, l'Académie pontificale pour le culte des martyrs organise dans les Jardins du Vatican une célébration fastueuse pour célébrer la mémoire des premiers martyrs romains tués en l’an 64, lors de la persécution de l’empereur Néron. Après la célébration de la messe en l'église Santa Maria della Pietà in Camposanto dei Teutonici, une procession avec le Saint-Sacrement se déplace au long des allées de la Cité du Vatican qui ont vu le sacrifice de ces chrétiens des premiers temps.

## Organisation
L'académie est composée de sodales d'une part et d'autre part d'associés, hommes et femmes. Les sodales deviennent "émérite" après avoir atteint leur 80e d'âge; en outre, s'ils sont élevés à la dignité épiscopale , ou nommés cardinaux, ils sont nommés patroni.
L'académie est présidée par un magister nommé par le Pape. Son mandat est renouvelable. Il s'occupe aussi en partie de la coordination du Conseil des académies pontificales. Le professeur Fabrizio Bisconti est l'actuel magister; il a été nommé par le pape Jean-Paul II le 2 avril 2001.

## Liste desmagister
- Prof. Enrico Josi (1967 - 1975)
- Rev. P. Carlo Carletti (1976 - 1979)
- Mgr Aimé Pierre Frutaz (1978 - 1980)
- Rev. P. Virginio Colciago, B. (1981 - 1987)
- Prof. Antonio Quacquarelli (1987 - 1993)
- Mgr Emmanuel Clarizio (1993 - 1996)
- Rev. P. Luigi Favero, S. M. (1996 - 2001)
- Prof. Fabrizio Bisconti (2001 - 2022)
- Dr. Raffaella Giuliani, depuis 2022